# CAVÓK Air
CAVÓK Air o CAVÓK Airlines és una companyia aèria amb seu a Kíiv. Realitza el transport de mercaderies.

## Història
L'aerolínia es va crear l'any 2011. Va començar les seves activitats el 26 d'abril de 2012, després de rebre el certificat del Servei d'Aviació Estatal d'Ucraïna.

## Àmbit d'activitat
- Transport de càrrega especial;
- Transport les 24 hores del dia de la càrrega charter;
- Planificació i prestació de vols;
- Obtenció de permisos diplomàtics i especials.

## Flota

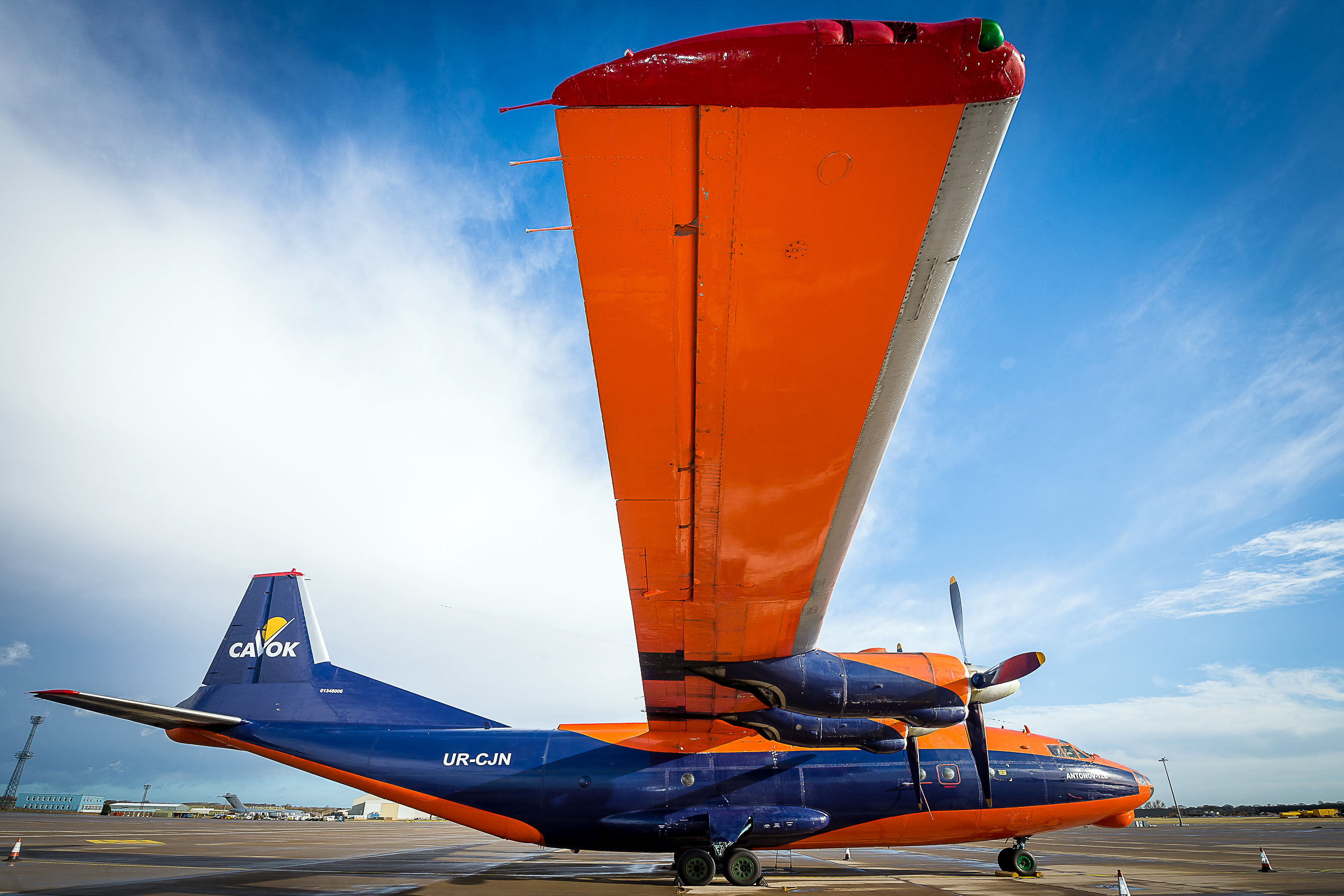
An-12B de CAVÓK Air

A juny de 2021, la flota de l'aerolínia estava formada per 7 avions An-12B.

## Accidents i incidències
El 29 de juliol de 2017, l'An-74TK100 UR-CKC es va estavellar durant l'enlairament des de l'aeroport internacional de Sao Tome i va resultar danyat irreparablement. Es va informar que l'avió va volar contra un estol d'ocells, cosa que va danyar els motors. Els pilots van intentar aturar l'enlairament, però no van poder, i l'avió va sortir de la pista i va quedar molt malmès.

## Enllaç
- Сайт компанії Arxivat 1 December 2015[Date mismatch] a Wayback Machine.